# サン・ミゲル・ダス・ミソンイス
サン・ミゲル・ダス・ミソンイス (São Miguel das Missões) は、ブラジル・リオグランデ・ド・スル州北西部の小さな町サン・ミゲル・ダス・ミソンイス市にある、イエズス会伝道所跡。1983年に「サン・ミゲル・ダス・ミソンイス遺跡」の名で、ユネスコの世界遺産に登録された（翌年に世界遺産「グアラニーのイエズス会伝道所群」に組み込まれた）。
南米に多くあるイエズス会伝道所の一つである。イエズス会は、グアラニー族をキリスト教化することや、彼らをスペインやポルトガルの奴隷商人たちから保護する目的で、1735年から1745年にこの伝道所を建設した。しかし、イエズス会の努力にもかかわらず、奴隷商人は跋扈し、1767年にカルロス3世が出したアメリカ大陸からのイエズス会退去令の後には、伝道所は廃れてしまった。

## 影響
- サント・アンヘロ市近くにある大聖堂は、サン・ミゲル・ダス・ミソンイス伝道所の聖堂を模倣している。
- 1986年にロバート・デ・ニーロらが出演した映画『ミッション』では、映画の中にこの伝道所を再現した建物が登場する。